# 岩﨑春奈
岩﨑 春奈（いわさき はるな、3月20日 - ）は、日本の女性声優。大阪府出身。

## 来歴・人物
声優を目指すきっかけになったことについては「きっと沢山ある」と語るが、子供の頃から映画や絵本が好きで学生の頃にはゲームが好きだった。
芝居や物語やゲームやアニメなど自分の好きな物を集めた結果職業としての声優に結びついたと語る。
代々木アニメーション学院大阪校声優タレントコース卒業。パワー・ライズ準所属（合併前はトリトリオフィス）、ワイスプロダクションジュニア所属を経て、2020年3月1日よりフリー。
趣味は映画鑑賞、絵を描くこと。特技は関西弁。

## 出演

### テレビアニメ
- フレームアームズ・ガール（2017年、生徒）
- メルヘン・メドヘン（2019年、ラヴェーナ[3]）

### OVA
- 堀さんと宮村くん（生徒）

### ゲーム
2013年
- みらくる超パーティPLUS-THE NEWCOMERS-（古明地こいし）

2014年
- ロボットガールズZ（無敵艦隊ダイ 他）

2015年
- ウチの姫さまがいちばんカワイイ（ネリス・マーチャン）
- かんぱに☆ガールズ（メルノア・ヒア、アイノア・ヒア）
- 九十九姫（結狸、希達、元穣）
- ビーナスイレブンびびっど!（大王くいん 他）
- ひとつ飛ばし恋愛V（五味渕千乃）

2016年
- 幻獣姫（ローパー）
- PriministAr -プライミニスター-（桐理つばさ）

2017年
- 拡張少女系トライナリー（皇千羽鶴）
- りっく☆じあーす（下志津貴音、岐阜歩見、駒門麗香、M270 MLRS、和歌山恵美、野外炊具2号 改、ASLAV 25、16式機動戦闘車）

2019年
- 不思議の幻想郷 -ロータスラビリンス-（古明地こいし）
- 偽りのアリス（ランドグリーズ、セルジュ、アマテラス、孫悟空）

### ドラマCD
- サナリカおはなしCDふたつめ
- 7人のツンデレ
- 篠崎さん気をオタしかに!（夏野あさか/ピュアオレンジ）
- 絶対調律士 NoAH 第1楽章
- 絶対調律士 NoAH 第2楽章
- トライナリー 妻と恋人のおやすみからおはようまで バイノーラルな生活CD
- Fate/Zero Vol.2

### インターネット配信
- 『偽りのアリス』ハーフアニバーサリー記念放送（2020年4月3日、YouTube）- ゲスト[8]

### 舞台・朗読
- リーディングシアターおみみ・み新人公演（門仲天井ホール）
- あいたこリーディング計画（2012年3月3日・4日、トリトリオフィス地下稽古場）[9]

### ライブ
- Heavy Snow Presents<OOYUKI アニソンライブ!>（2012年12月16日、池袋RED-Zone）- Heavy Snow（大橋歩夕、岩﨑春奈、梅里紗生、尾崎真実、小林桂子、山村響）[10]
- Kaleido Heven Presents「ジョシリョク」Vol.2（2014年3月14日、池袋RED-Zone）- 竹内仁美との組

### その他コンテンツ
- 美少女ゲームアワード（アシスタント）

## キャラクターソング
| 発売日       | タイトル                                                  | 名義                   | 楽曲             | タイアップ                                      |
| ------------ | --------------------------------------------------------- | ---------------------- | ---------------- | ----------------------------------------------- |
| 2020年7月1日 | あなたに贈るLOVESONG! 異世界輸入盤 #2020-04＜逢瀬千羽鶴＞ | 逢瀬千羽鶴（岩﨑春奈） | 「未知数汎心論」 | 『拡張少女系トライナリー』3周年記念プロジェクト |